# 西孔格塞克迈
西孔格塞克迈（Sikhong Sekmai），是印度曼尼普尔邦Thoubal县的一个城镇。总人口6117（2001年）。

## 人口
该地2001年总人口6117人，其中男性3022人，女性3095人；0—6岁人口990人，其中男496人，女494人；识字率53.56%，其中男性为67.27%，女性为40.16%。